# Reggio Calabria
Reggio Calabria vagy Reggio di Calabria vagy Reggio (calabriai dialektusban Rìggiu; calabriai-görög dialektusban Righi) város (közigazgatásilag comune) Olaszország Calabria régiójában, Reggio Calabria megyében, annak székhelye. Az i. e. 8. században alapított város az olasz csizma orrán helyezkedik el, a Messinai-szoros keleti partján, átellenben Szicíliával. Jelentős közlekedési csomópont.

## Fekvése
Az Aspromonte lábainál elterülő keskeny tengerparti síkságon fekszik, a Calopinace, Gallico, Sant’Agata és Catona folyók szelik át.

## Éghajlata
A városnak mediterrán éghajlata van.
| Hónap                                 | Jan. | Feb. | Már. | Ápr. | Máj. | Jún. | Júl. | Aug. | Szep. | Okt. | Nov. | Dec. | Év   |
| ------------------------------------- | ---- | ---- | ---- | ---- | ---- | ---- | ---- | ---- | ----- | ---- | ---- | ---- | ---- |
| Rekord max. hőmérséklet (°C)          | 24,2 | 25,2 | 27,0 | 30,4 | 33,4 | 42,0 | 44,2 | 39,4 | 37,6  | 30,4 | 27,0 | 26,0 | 44,2 |
| Átlagos max. hőmérséklet (°C)         | 14,9 | 15,1 | 16,7 | 19,2 | 23,4 | 27,5 | 30,8 | 30,6 | 28,0  | 23,5 | 19,6 | 16,4 | 22,2 |
| Átlagos min. hőmérséklet (°C)         | 8,1  | 8,1  | 9,1  | 11,0 | 14,8 | 18,2 | 21,7 | 22,0 | 19,1  | 15,9 | 12,1 | 9,7  | 14,2 |
| Rekord min. hőmérséklet (°C)          | 0,4  | 0,0  | 0,0  | 4,6  | 7,8  | 10,8 | 14,4 | 14,4 | 11,2  | 6,6  | 4,6  | 0,2  | 0,0  |
| Átl. csapadékmennyiség (mm)           | 76   | 59   | 48   | 34   | 18   | 13   | 7    | 10   | 34    | 63   | 69   | 72   | 500  |
| Forrás: Reggiói meteorológiai állomás |      |      |      |      |      |      |      |      |       |      |      |      |      |

## Története

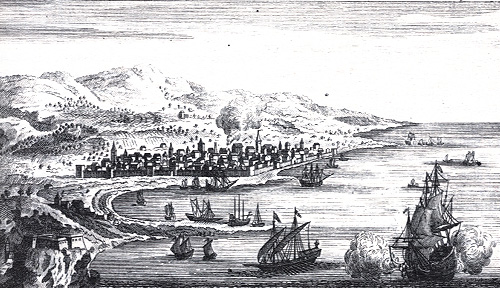
Reggio a 15. században

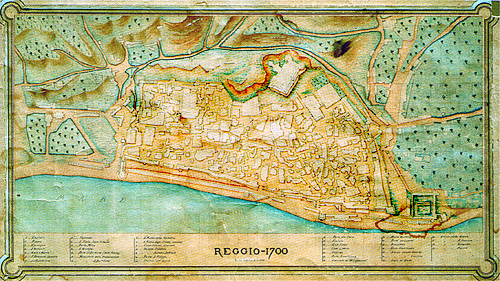
Reggio a 18. században

Kümé után Rhégion volt a második legrégebbi görög gyarmatváros Dél-Itáliában. A hagyományok szerint az i. e. 8. században Euboia szigetéről származó hajósok alapították. A görög gyarmat helyén a legendák szerint már az i. e. 3. évezredben is létezett település, amelyet állítólag a legendás Aszkhenez királynő alapított. Az aszkenezek után az ausonok majd az enotrik lakták. A város egy másik alapítójának Jókasztoszt, Aiolosz egyik fiát tartják, akit a legendák szerint a városhoz tartozó Calamizzi-fok területén temettek el.
A görög polisz Magna Graecia egyik legjelentősebb városává nőtte ki magát mind gazdaságilag, mind katonailag. Virágkorát az i. e. 5. században élte, amikor a dél-itáliai filozófia és művészetek központja volt. I. Dionüsziosz szürakuszai türannosz a várost i. e. 387-ben elfoglalta és lerombolta, utóda azonban újjáépíttette.
A rómaiak térhódítása idején, az i. e. 3. században a birodalom szövetségese lett, majd Rhegium néven a Regio III Lucania et Brutti provincia fővárosa.
A Nyugatrómai Birodalom bukása után a bizánci calabriai hercegség székhelye lett. Második virágkorát a 8. században élte, amikor püspöki székhellyé emelték.
Stratégiai fekvése miatt a kora középkorban többször is gazdát cserélt: előbb a szaracénok foglalták el, majd a longobárdok, ezt követően ismét bizánci fennhatóság alá került. 1060-ban Robert Guiscard normann csapatai foglalták el és csatolták a Szicíliai Királysághoz. A normannok érkezésével a nyugati keresztény vallás vált hivatalossá az addigi keleti helyett.
1282-ben a szicíliai vecsernye idején csatlakozott az Anjouk elleni felkeléshez, de végül mégis a Nápolyi Királyság része lett.
A 16. században a folyamatos kalóztámadások, a járványok valamint a királyságban kivetett magas adók miatt a város hanyatlásnak indult, amit tetőzött az 1783-as földrengés, amelynek során Reggio épületeinek nagy része elpusztult.
1861. augusztus 21-én a híres Piazza Duomó-i csatában Giuseppe Garibaldi meghódította a várost és a II. Viktor Emánuel egyesült Olasz Királyságához csatolta.
Az 1908-as földrengés és cunami után a várost teljesen újjáépítették. Mindkét világháborút súlyos veszteségekkel élte túl, hiszen az olasz hadiflotta egyik fontos állomása volt.
Az 1970-es években alulmaradt Catanzaro városával szemben a regionális székhelyért való versenyben. Az ezt követő két évtizedben a nagyfokú munkanélküliség és bűnözés miatt a város hanyatlásnak indult, csak az 1990-es években a gazdaság és turizmus fellendítésével sikerült javítani az életkörülményeken.

## Nevének alakulása

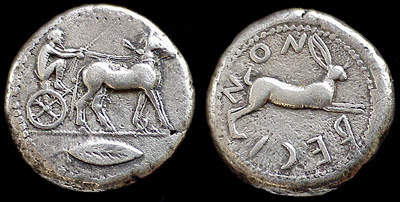
Rhegiumi érme az i. e. 5. századból

A történelem során a neve többször is változott:
- Erythrà (Ερυθρά, a.m. Vöröslő?) a görög telepesek érkezése előtt;
- Rhègion, a görög gyarmatváros neve;
- Febèa, II. Dionüszosz türannosz uralkodása alatt;
- Rhègium, a latin neve;
- Rhègium Julium, a római császárság idején;
- Rivàh, a szaracénok fennhatósága alatt;
- Rìsa, a normannok fennhatósága alatt ;
- Reggio és Regio, az újkori neve;
- Reggio di Calabria majd Reggio Calabria, a város neve, 1861 óta.

## Népessége
A népesség lélekszámának alakulása:

### Nyelv
A calabriai dialektus átmenetet képez a nápolyi nyelv és szicíliai nyelv között. Erős görög szubsztrátummal rendelkezik, ami a vidék évszázados görög múltjára vezethető vissza. A francia, az arab és – néhány területen – a spanyol nyelv is erős nyomott hagyott rajta.

## Közigazgatása

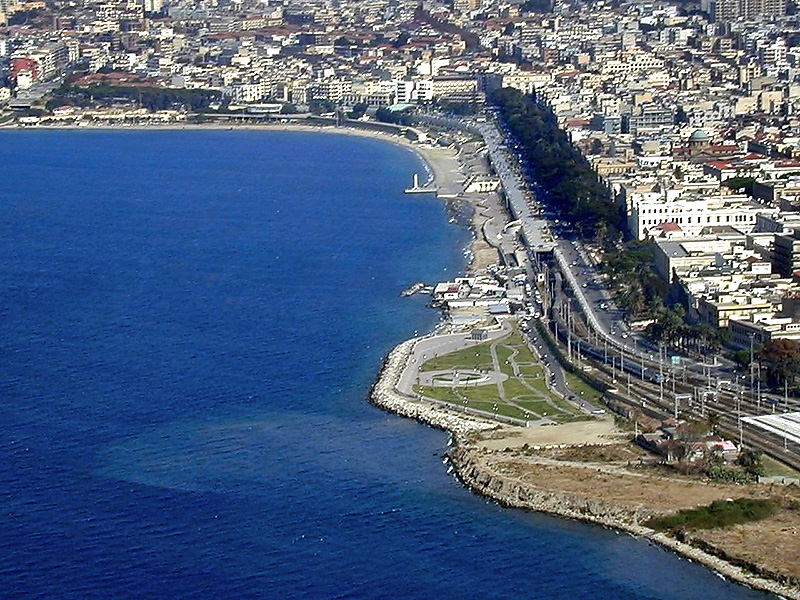
Reggio városközpontja

Reggio Calabria 33 városnegyede 15 kerületbe csoportosul:
1. Centro Storico (Óváros)
2. Pineta Zerbi – Tremulini – Eremo
3. Santa Caterina – San Brunello – Vito
4. Trabocchetto – Condera – Spirito Santo
5. Rione Ferrovieri – Stadio – Gebbione
6. Sbarre
7. San Giorgio – Modena – San Sperato
8. Catona – Salìce – Rosalì – Villa San Giuseppe
9. Gallico – Sambatello
10. Archi
11. Ortì – Podàrgoni – Terreti
12. Cannavò – Mosorrofa – Cataforìo
13. Ravagnese
14. Gallina
15. Pellaro

## Főbb látnivalói
A város fő látnivalói:

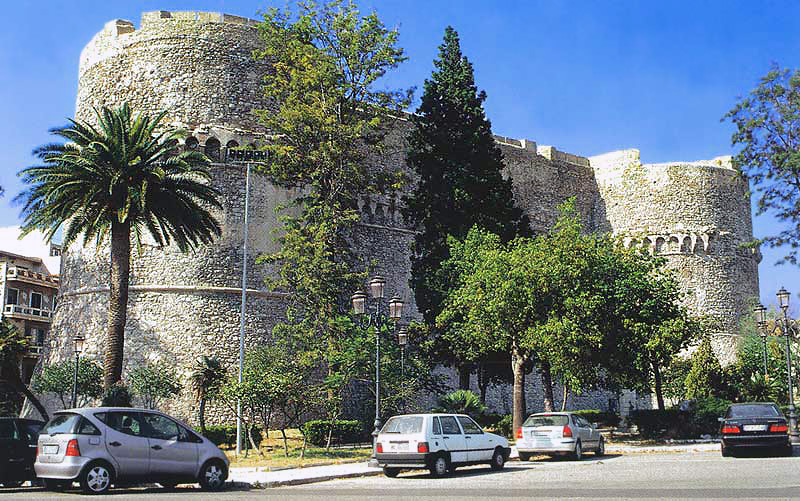
Az Aragón vár

- Lungomare Falcomatà – liberty-stílusban kiépített tengerparti sétány, amelyet Olaszország legszebb kilométerének tartanak.
- Magna Graecia Nemzeti Múzeum – a város legnagyobb múzeuma, gazdag ókori dél-itáliai görög régészeti anyaggal. Ugyancsak itt vannak kiállítva a híres riacei bronzszobrok
- Arena dello Stretto – a Messinai-szorosra néző tengerparti színház, az ókori görög-római színházak mintájára épült
- Duomo – a város egyik legszebb építménye. A 10. században a normannok emelték egy ókori templom alapjaira. A 17. században építették át a mai, barokk dóm formájára
- Castello Aragonese – a ma is álló vár elődjét a 6. században építették. Az évszázadok során nagy stratégiai jelentőséggel bírt, hiszen innen ellenőrzés alatt tarthatták a szorosban zajló hajóforgalmat. Ma múzeumként működik
- Villa Zerbi – 17. századi nemesi palota, amelyet vörös színű mozaikok borítanak
- Oszmán-templom (Chiesa degli Ottomani) – a 10. század első felében bizánci stílusban épült templom
- Teatro Cilea – a város eklektikus stílusú operaháza, amelyben 1931-ben tartották az első előadást
- Terme Romane – a tengerparton álló római fürdők romjai
- Piazza Italia – a város főtere, amelyet Itália allegorikus, monumentális szobra díszít
- Lido Zerbi – a város egyik legszebb, finom homokos strandja

## Kultúra

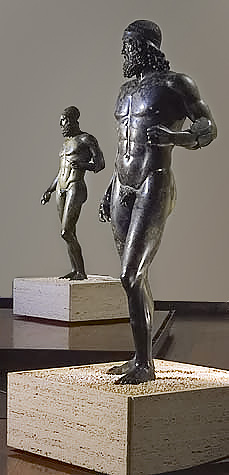
Riacei bronzszobrok

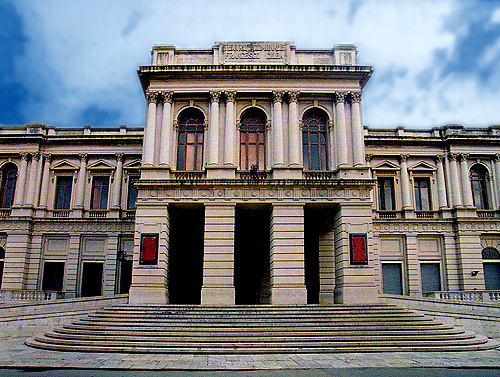
A Teatro Cilea főhomlokzata

### Múzeumok
A város jelentősebb múzeumai:
- Magna Graecia Nemzeti Múzeum – a város legnagyobb múzeuma, gazdag ókori dél-itáliai görög régészeti anyaggal. Ugyancsak itt vannak kiállítva a híres riacei bronzszobrok.
- Városi képtár – többek között Mattia Preti, Luca Giordano, Vincenzo Cannizzaro, Giuseppe Benassai, Ignazio Lavagna Fieschi, Andrea Cefaly, Lionello Spada festményeivel
- Püthagorász planetárium – csillagászati kiállítás és planetárium
- Hangszermúzeum
- Textilmúzeum
- Várostörténeti múzeum

### Oktatás
A városban több felsőoktatási intézmény is működik, amelyek kizárólag az utóbbi évtizedekben jöttek létre:
- „Mediterranea” Tudományegyetem (Università degli Studi "Mediterranea") – 1986-ban alapították, mérnöki, jogi, agrártudományi karokkal
- Dante Alighieri Egyetem (Università „Dante Alighieri”) – 1984-ben alapították. Ma nyelvészeti karokkal működik
- Képzőművészeti Akadémia (Accademia di Belle Arti)
- Francesco Cilea Zenekonzervatórium (Conservatorio di Musica „Francesco Cilea”)
- Monsignor Vincenzo Zoccali Hittudományi Főiskola (Istituto Superiore Scienze Religiose „Monsignor Vincenzo Zoccali”)
- Közigazgatási Főiskola (Scuola Superiore della Pubblica Amministrazione)

### Hagyományok

#### Fata morgana
Reggio Calabriát a fata morgana városának is nevezik, mivel délibáb-jelenség gyakran keletkezik a Messinai-szorosban. A szorosban kialakuló légrétegek bizonytalan egyensúlyi helyzete miatt a kialakuló képek alakja és mérete állandó változásban van, ami meseszerűvé teszi a természeti jelenséget. A legendák szerint az Itáliát fosztogató barbár seregek elérték a ködös Reggio városát is. Királyuk ekkor megparancsolta építsenek bárkákat és keljenek át Szicíliába. Ekkor egy gyönyörű női alakot pillantott meg a vízből kiemelkedve, aki mögött az ég kitisztult és csodálatos tengerpart képe vált láthatóvá. A király bűvöletében lóra ült és végzetébe vágtatott.

#### Szent György legendája
Szent György kultusza a városban a 11. századra nyúlik vissza, amikor Calabria a szaracénok állandó fenyegetettségének volt kitéve. 1086-ban a szaracénok elpusztították a Calamizzi-fokon álló templomot, de a város hercegének Borsai Rogernek sikerült támadásukat visszaverni. A legendák szerint Rogert a csatában maga Szent György segítette.

## Gazdaság
A város rendelkezik Calabria régió legfejlettebb gazdaságával, noha messze elmarad olaszországi viszonylatban, sőt elmarad a nagyobb dél-olaszországi városokhoz (Nápoly, Bari, Taranto) viszonyítva is. A gazdasági élet fejlődését jelentősen hátráltatták a nagyobb földrengések is (legutóbb 1908-ban), amelyek során az épületeinek nagy része rombadőlt.
Az ipar vezető ágazata a textilipar valamint a kerámiaipar, illetve a halászathoz kötődő élelmiszeripar (a városban gyárat üzemeltet a Coca-Cola valamint a Mauro Caffè is). A vegyipart a Liquichimica vállalat képviseli. Az Ansaldo-Breda vasúti gördülőanyag szerelő üzemet működtet, ezen felül a nemzeti vasúttársaságnak, az FS-nek is működik egy szervizüzeme Reggióban.
A mezőgazdaság fő ágazatai a hagyományos halászat valamint a növénytermesztés (bergamott-narancs, olíva, jázmin, annóna).
A turizmus fejlesztésére az utóbbi évtizedekben jelentős befektetéseket eszközöltek. 2006-ban az ötödik, külföldiek által leglátogatottabb olaszországi város volt, ami betudható annak is, hogy a Szicília felé induló kompok a városból indulnak. Fő vonzerejét a strandjai valamint a Magna Graecia Nemzeti Múzeum képezik.

## Közlekedés

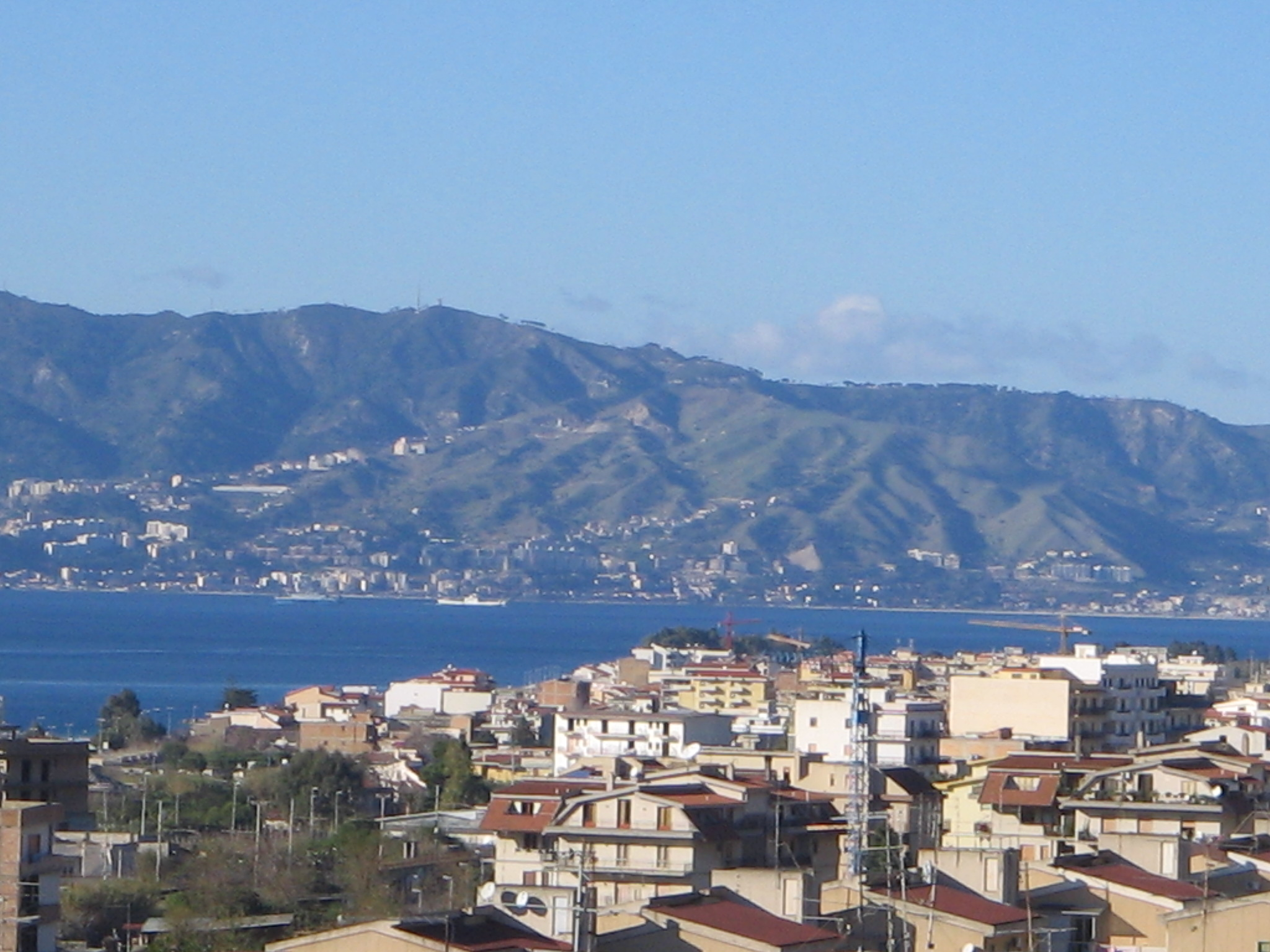
Szicília látképe Reggióból

A város az A3-as autópálya végpontja, ez Salernón keresztül Nápolyig tart.
Országos jelentőségű főutak, melyek érintik:
- SS18 Tirrena Inferiore – az autópályával párhuzamos lefutású
- SS106 Jonica – Taranto városáig tart
- SS183 Aspromonte-Jonio – Melito di Porto Salvóig vezet
- SS184 Delle Gambarie – Santo Stefano in Aspromonteig tart

A város része az országos Eurostar Italia nagysebességű vasúthálózatnak. Főpályaudvara a Reggio Calabria Centrale. A Messinába tartó vonatok a Reggio Calabria Mare (korábban Stazione Marittima) pályaudvaron gördülnek a kompokra.
Reggio Calabria kikötője ma elsősorban személyforgalmat bonyolít le és egyike Olaszország legforgalmasabb kikötőinek. Innen indulnak a kompok Szicíliába valamint a Lipari-szigetekre. Az áruforgalmat a Reggio közelében fekvő Gioia Tauro-i kikötőn keresztül mozgatják.
A légiközlekedést a Tito Minniti repülőtér bonyolítja le.
A városi tömegközlekedésre az ATAM (Azienda Trasporti per l'Area Metropolitana) autóbuszai valamint a Trenitalia elővárosi vasútvonalai szolgálnak.

## Híres személyiségek

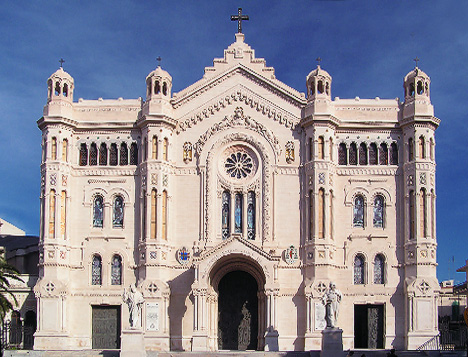
Reggio katedrálisa

- Agathoklész (i. e. 360–289), Szürakuszai türannosza
- Umberto Boccioni (1882–1916), futurista festő
- Loredana Bertè (1950–), olasz énekesnő
- Francesco Contarino (1855–1933), matematikus
- Attilio da Empoli (1904–1948), olasz közgazdász
- Speleota Szent Éliás (863–930), katolikus szent
- Alfonso Frangipane (1891–1940), olasz festő
- Ibükosz(i. e. 6 század), görög költő
- Orazio Lazzarino (1880–1963), matematikus
- Püthagorász (i. e. 5 század), görög szobrász
- Theagenész (i. e. 6 század), görög irodalmár
- Franz von der Trenck (1711–1739) báró, osztrák császári katonatiszt
- Donatella Versace (1955–), divattervező
- Gianni Versace (1946–1997), divattervező

## Testvérvárosok
- Görögország, Athén
- Görögország, Aigaleosz
- Olaszország, Cesana Torinese